# Ipomoea pyrenea
Ipomoea pyrenea är en vindeväxtart som beskrevs av Paul Hermann Wilhelm Taubert. Ipomoea pyrenea ingår i släktet praktvindor, och familjen vindeväxter. Inga underarter finns listade i Catalogue of Life.